# Melanotaenia duboulayi
Melanotaenia duboulayi är en fiskart som först beskrevs av Castelnau, 1878.  Melanotaenia duboulayi ingår i släktet Melanotaenia och familjen Melanotaeniidae. Inga underarter finns listade i Catalogue of Life.